# Copa Korać 1997-98
La Copa Korać 1997-98 fue la vigésimo séptima edición de la Copa Korać, competición creada por la FIBA para equipos europeos que no disputaran ni la Copa de Europa ni la Recopa. Participaron 85 equipos, nueve menos que en la edición anterior. El campeón fue el equipo italiano del Riello Mash Verona, que lograba su primer título, derrotando en la final al Estrella Roja de Belgrado.

## Segunda ronda
|  | Los dos primeros clasificados avanzan a dieciseisavos de final |

|    | Equipo              | PJ | Pts | G | P | PF  | PC  | Dif. |
| -- | ------------------- | -- | --- | - | - | --- | --- | ---- |
| 1. | León Caja España    | 6  | 12  | 6 | 0 | 549 | 465 | +84  |
| 2. | Fontanafredda Siena | 6  | 10  | 4 | 5 | 498 | 477 | +21  |
| 3. | Aveiro Basket       | 6  | 7   | 1 | 5 | 469 | 521 | -52  |
| 4. | SV Oberelchingen    | 6  | 7   | 1 | 5 | 453 | 506 | -53  |

|    | Equipo               | PJ | Pts | G | P | PF  | PC  | Dif. |
| -- | -------------------- | -- | --- | - | - | --- | --- | ---- |
| 1. | Estrella Roja        | 6  | 11  | 5 | 1 | 513 | 431 | +82  |
| 2. | Nikas Peristeri      | 6  | 10  | 4 | 2 | 472 | 419 | +53  |
| 3. | Bnei Herzliya        | 6  | 8   | 2 | 4 | 446 | 471 | -25  |
| 4. | BK Montan Kapfenberg | 6  | 7   | 1 | 5 | 430 | 540 | -110 |

|    | Equipo                       | PJ | Pts | G | P | PF  | PC  | Dif. |
| -- | ---------------------------- | -- | --- | - | - | --- | --- | ---- |
| 1. | KK Statyba                   | 6  | 10  | 4 | 2 | 516 | 466 | +50  |
| 2. | Spójnia Stargard Szczeciński | 6  | 6   | 3 | 3 | 446 | 433 | +13  |
| 3. | Lokomotiv Kuban              | 6  | 6   | 3 | 3 | 447 | 474 | -27  |
| 4. | Astra Södertälje BBK         | 6  | 8   | 2 | 4 | 500 | 536 | -36  |

|    | Equipo           | PJ | Pts | G | P | PF  | PC  | Dif. |
| -- | ---------------- | -- | --- | - | - | --- | --- | ---- |
| 1. | Darüşşafaka S.K. | 6  | 11  | 5 | 1 | 476 | 399 | +77  |
| 2. | KK Budućnost     | 6  | 11  | 5 | 1 | 506 | 434 | +70  |
| 3. | BK Slavija Sofia | 6  | 7   | 1 | 5 | 490 | 530 | -40  |
| 4. | KK Strumica      | 6  | 7   | 1 | 5 | 446 | 555 | -109 |

|    | Equipo              | PJ | Pts | G | P | PF  | PC  | Dif. |
| -- | ------------------- | -- | --- | - | - | --- | --- | ---- |
| 1. | Hapoel Galil Elyon  | 6  | 11  | 5 | 1 | 471 | 441 | +30  |
| 2. | Papagou B.C.        | 6  | 9   | 3 | 3 | 424 | 392 | +32  |
| 3. | CS Dinamo București | 6  | 9   | 3 | 3 | 450 | 461 | -11  |
| 4. | AEL Limassol        | 6  | 7   | 1 | 5 | 469 | 520 | -51  |

|    | Equipo                     | PJ | Pts | G | P | PF  | PC  | Dif. |
| -- | -------------------------- | -- | --- | - | - | --- | --- | ---- |
| 1. | TTL UniVersa Bamberg       | 6  | 12  | 6 | 0 | 515 | 439 | +76  |
| 2. | Montpellier                | 6  | 10  | 4 | 2 | 462 | 440 | +22  |
| 3. | SL Benfica                 | 6  | 8   | 2 | 4 | 479 | 465 | +14  |
| 4. | BV Hans Verkerk Den Helder | 6  | '6  | 0 | 6 | 350 | 462 | -112 |

|    | Equipo             | PJ | Pts | G | P | PF  | PC  | Dif. |
| -- | ------------------ | -- | --- | - | - | --- | --- | ---- |
| 1. | Riello Mash Verona | 6  | 10  | 4 | 2 | 495 | 457 | +38  |
| 2. | Kombassan Konya    | 6  | 10  | 4 | 2 | 430 | 402 | +28  |
| 3. | KK Orka Sport      | 6  | 9   | 3 | 3 | 446 | 488 | -42  |
| 4. | KK Zadar           | 6  | 7   | 1 | 5 | 408 | 432 | -24  |

|    | Equipo            | PJ | Pts | G | P | PF  | PC  | Dif. |
| -- | ----------------- | -- | --- | - | - | --- | --- | ---- |
| 1. | SLUC Nancy        | 6  | 11  | 5 | 1 | 517 | 425 | +92  |
| 2. | TAU Cerámica      | 6  | 10  | 4 | 2 | 491 | 389 | +102 |
| 3. | Echo Houthalen BC | 6  | 8   | 2 | 4 | 435 | 489 | -54  |
| 4. | BC Sparta Praha   | 6  | 7   | 1 | 5 | 374 | 514 | -140 |

|    | Equipo            | PJ | Pts | G | P | PF  | PC  | Dif. |
| -- | ----------------- | -- | --- | - | - | --- | --- | ---- |
| 1. | Aris Moda Bagno   | 6  | 11  | 5 | 1 | 528 | 391 | +137 |
| 2. | TBB Trier         | 6  | 10  | 4 | 2 | 508 | 478 | +30  |
| 3. | Falco Szombathely | 6  | 9   | 3 | 3 | 491 | 535 | –43  |
| 4. | Maribor Ovni      | 6  | 6   | 0 | 6 | 376 | 499 | –123 |

|    | Equipo              | PJ | Pts | G | P | PF  | PC  | Dif. |
| -- | ------------------- | -- | --- | - | - | --- | --- | ---- |
| 1. | Cholet              | 6  | 12  | 6 | 0 | 454 | 383 | +71  |
| 2. | TDK Manresa         | 6  | 10  | 4 | 2 | 479 | 456 | +23  |
| 3. | Ovarense Aerosoles  | 6  | 7   | 1 | 5 | 428 | 467 | –39  |
| 4. | Belgacom Union Mons | 6  | 7   | 1 | 5 | 433 | 488 | –55  |

|    | Equipo            | PJ | Pts | G | P | PF  | PC  | Dif. |
| -- | ----------------- | -- | --- | - | - | --- | --- | ---- |
| 1. | Ventspils         | 6  | 10  | 4 | 2 | 514 | 423 | +88  |
| 2. | Spartak Moscow    | 6  | 10  | 4 | 2 | 492 | 426 | +66  |
| 3. | CSKA Kiev         | 6  | 10  | 4 | 2 | 428 | 443 | –15  |
| 4. | Nobiles Włocławek | 6  | 6   | 0 | 6 | 384 | 526 | –142 |

|    | Equipo          | PJ | Pts | G | P | PF  | PC  | Dif. |
| -- | --------------- | -- | --- | - | - | --- | --- | ---- |
| 1. | Varese Roosters | 6  | 11  | 5 | 1 | 505 | 424 | +81  |
| 2. | Galatasaray     | 6  | 10  | 4 | 2 | 506 | 428 | +78  |
| 3. | Benston Zagreb  | 6  | 9   | 3 | 3 | 482 | 476 | +6   |
| 4. | Žito Vardar     | 6  | 6   | 0 | 6 | 411 | 576 | –165 |

|    | Equipo                | PJ | Pts | G | P | PF  | PC  | Dif. |
| -- | --------------------- | -- | --- | - | - | --- | --- | ---- |
| 1. | Calze Pompea Roma     | 6  | 12  | 6 | 0 | 514 | 343 | +171 |
| 2. | Maccabi Rishon LeZion | 6  | 9   | 3 | 3 | 431 | 417 | +14  |
| 3. | Vojvodina             | 6  | 9   | 3 | 3 | 378 | 410 | –32  |
| 4. | Helios Domžale        | 6  | 6   | 0 | 6 | 389 | 462 | –73  |

|    | Equipo            | PJ | Pts | G | P | PF  | PC  | Dif. |
| -- | ----------------- | -- | --- | - | - | --- | --- | ---- |
| 1. | Stal Bobrek Bytom | 6  | 10  | 4 | 2 | 487 | 476 | +11  |
| 2. | Cherno More       | 6  | 10  | 3 | 3 | 471 | 464 | +7   |
| 3. | Tuborg Pilsner    | 6  | 9   | 3 | 3 | 514 | 479 | +35  |
| 4. | Sporting          | 6  | 8   | 2 | 4 | 425 | 478 | –53  |

|    | Equipo               | PJ | Pts | G | P | PF  | PC  | Dif. |
| -- | -------------------- | -- | --- | - | - | --- | --- | ---- |
| 1. | Unicaja              | 6  | 11  | 5 | 1 | 486 | 411 | +75  |
| 2. | JDA Dijon            | 6  | 10  | 4 | 2 | 454 | 435 | +19  |
| 3. | Telekom Baskets Bonn | 6  | 8   | 2 | 4 | 475 | 478 | –3   |
| 4. | Stahlbau Oberwart    | 6  | 7   | 1 | 5 | 453 | 544 | –91  |

|    | Equipo            | PJ | Pts | G | P | PF  | PC  | Dif. |
| -- | ----------------- | -- | --- | - | - | --- | --- | ---- |
| 1. | Dendi Basket      | 6  | 11  | 5 | 1 | 494 | 454 | +40  |
| 2. | Šiauliai          | 6  | 10  | 4 | 2 | 509 | 446 | +63  |
| 3. | Shakhtyor Irkutsk | 6  | 9   | 3 | 3 | 431 | 459 | –28  |
| 4. | Estonian Fairs    | 6  | 7   | 1 | 5 | 419 | 504 | –85  |

## Dieciseisavos de final
| Equipo 1                     | Agr.    | Equipo 2             | Ida    | Vuelta |
| ---------------------------- | ------- | -------------------- | ------ | ------ |
| Fontanafredda Siena          | 154–163 | Crvena zvezda        | 81–72  | 73–91  |
| Nikas Peristeri              | 145–137 | León Caja España     | 78–69  | 67–68  |
| Komfort Stargard Szczeciński | 133–137 | Darüşşafaka          | 78–69  | 55–68  |
| Budućnost                    | 144–138 | Statyba              | 83–69  | 61–69  |
| Papagou                      | 129–117 | TTL UniVersa Bamberg | 60–71  | 69–46  |
| Montpellier                  | 118–136 | Hapoel Galil Elyon   | 61–56  | 57–80  |
| Kombassan Konya              | 140–137 | Nancy                | 74–68  | 66–69  |
| Tau Cerámica                 | 155–169 | Riello Mash Verona   | 70–90  | 85–79  |
| Trier                        | 145–170 | Cholet               | 75–85  | 70–85  |
| TDK Manresa                  | 158–163 | Aris Moda Bagno      | 84–67  | 74–96  |
| Spartak Moscow               | 173–198 | Varese               | 79–104 | 94–94  |
| Galatasaray                  | 141–146 | Ventspils            | 77–76  | 64–70  |
| Maccabi Rishon LeZion        | 149–163 | Stal Bobrek Bytom    | 63–81  | 86–82  |
| Cherno More Port Varna       | 134–163 | Calze Pompea Roma    | 79–78  | 55–85  |
| Dijon                        | 171–152 | Dendi                | 85–79  | 86–73  |
| Šiauliai                     | 133–142 | Unicaja              | 74–73  | 59–69  |

## Octavos de final
| Equipo 1           | Agr.    | Equipo 2           | Ida    | Vuelta |
| ------------------ | ------- | ------------------ | ------ | ------ |
| Estrella Roja      | 148–139 | Darüşşafaka        | 67–62  | 81–77  |
| Nikas Peristeri    | 136–135 | Budućnost          | 76–57  | 60–78  |
| Papagou            | 134–142 | Kombassan Konya    | 79–76  | 55–66  |
| Hapoel Galil Elyon | 146–154 | Riello Mash Verona | 86–83  | 60–71  |
| Cholet             | 177–159 | Varese Roosters    | 95–70  | 82–89  |
| Aris Moda Bagno    | 175–133 | Ventspils          | 102–66 | 73–67  |
| Stal Bobrek Bytom  | 133–138 | Dijon              | 77–63  | 56–75  |
| Calze Pompea Roma  | 139–129 | Unicaja            | 74–55  | 65–74  |

## Cuartos de final
| Equipo 1        | Agr.    | Equipo 2           | Ida   | Vuelta |
| --------------- | ------- | ------------------ | ----- | ------ |
| Estrella Roja   | 144–133 | Kombassan Konya    | 81–66 | 63–67  |
| Nikas Peristeri | 151–158 | Riello Mash Verona | 72–68 | 79–90  |
| Cholet          | 139–124 | Dijon              | 82–62 | 57–62  |
| Aris Moda Bagno | 158–166 | Calze Pompea Roma  | 79–80 | 79–86  |

## Semifinales
| Equipo 1           | Agr.    | Equipo 2          | Ida   | Vuelta |
| ------------------ | ------- | ----------------- | ----- | ------ |
| Estrella Roja      | 155–145 | Cholet            | 81–49 | 74–96  |
| Riello Mash Verona | 166–154 | Calze Pompea Roma | 96–82 | 70–72  |

## Final
| Equipo 1           | Agr.    | Equipo 2      | Ida   | Vuelta |
| ------------------ | ------- | ------------- | ----- | ------ |
| Riello Mash Verona | 141–138 | Estrella Roja | 68–74 | 73–64  |

| Campeón de la Copa Korać 1997–98 |
| -------------------------------- |
| Riello Mash Verona 1.er título   |